# The Wise Man's Fear
The Wise Man's Fear is een Amerikaanse metalcoreband afkomstig uit Indianapolis, Indiana.

## Biografie
De band werd in 2013 opgericht in Indianapolis door de zangers Joe Dennis en Tyler Eads en de bassist Thomas Barmann, die elkaar kenden van de middelbare school. Zij leerden op de hogeschool drummer Paul Lierman en gitarist Nathan Kane kennen. Via Craigslist kwamen zij in contact met gitarist Codi Chambers, die de bezetting van de band zou vervolledigen.
Twee jaar later, op 9 juli 2015, bracht de band in eigen beheer haar debuutalbum Castle in the Clouds uit. Voor dit album hadden zij samengewerkt met de producer Johnny Franck. Ter promotie toerde de band vervolgens als voorprogramma van In Dying Arms en Sea of Treachery voor hun Fight the Parasites Tour door de Verenigde Staten.
In 2017 volgde het tweede album van de band, Lost City, dat zij wederom geheel in eigen beheer uitbrachten. Op 1 mei 2020 kondigde de band aan een contract getekend te hebben bij SharpTone Records, waar zij diezelfde maand nog hun derde studioalbum, Valley of Kings, uitbrachten. Omdat het voor de band vanwege de coronapandemie niet mogelijk was te toeren, kondigde de band aan gelijk na de uitgave van hun derde album al begonnen te zijn met werken aan een vierde album.

## Thematiek
De eerste drie albums van de band, Castle in the Clouds, Lost City en Valley of Kings zijn onderdeel van de trilogie The Codex. In deze trilogie vertelt de band een verhaal over vijf strijders die hun weg proberen te vinden in het Pnuema universum. In het eerste album beschrijven ze hoofdzakelijk het conflict tussen een mens en zijn omgeving, het tweede deel gaat over conflict tussen mensen onderling en het derde deel gaat hoofdzakelijk over innerlijk conflict. Het merendeel van het schrijfwerk wordt gedaan door drummer Paul Lierman. Vanwege de grote focus van de band op hun teksten, worden zij gezien als pioniers binnen het fantasycore genre.

## Bezetting
| Huidige leden - Nathan Kane – slaggitaar, achtergrondvocalen - Codi Chambers – leidende gitaar - Joseph Sammuel – vocalen - Tyler Eads – vocalen - Thomas Barham – bas - Paul Lierman – drums | Voormalige leden - Joe Dennis - vocalen |

## Discografie
Studioalbums
- 2015 - Castle in the Clouds
- 2017 - Lost City
- 2020 - Valley of Kings